# Parava
Parava település Romániában, Moldvában, Bákó megyében. 
Községközpont, 3 település; Drăgușani, Rădoaia, Teiuș tartozik hozzá. Lakosainak száma 899 fő (2021. december 1.).